# Metha-Cycle
Metha-Cycle ist ein vom Bundeswirtschaftsministerium gefördertes Konzept zur Speicherung und Nutzung erneuerbarer Energien in Deutschland, koordiniert vom Leibniz-Institut für Katalyse (LIKAT) in Rostock.
Es verbindet miteinander die Stromerzeugung durch Windenergie, Elektrolyse von Wasser zu Wasserstoff, die CO2-einfangende Methanol-Biokraftstoffherstellung zur Speicherung und die Nutzung des Methanols in einer Brennstoffzelle bei Umgebungstemperatur von unter hundert Grad Celsius und normalem Umgebungsdruck.

## Technischer Vergleich
Bisherige Power-to-Gas-Verfahren können z. B. aus elektrischer Energie Wasserstoff herstellen. Umgekehrt kann aus Wasserstoff elektrische Energie zurückgewonnen werden. Das Problem hierbei ist, dass Wasserstoff hochexplosiv sowie leicht flüchtig und daher nur unter großem Aufwand speicherbar ist. Die Sicherheitsrisiken hierbei sind bislang noch ein relevantes Kriterium. Die notwendige Infrastruktur zur Speicherung größerer Mengen von Wasserstoff existiert noch nicht in Deutschland.
Andere Power-to-Gas-Verfahren erzeugen aus Strom Methan und aus Methan wieder Strom. Methan lässt sich speichern wie Erdgas. Dies ist bereits möglich, aber Methan ist ein Treibhausgas und um ein Vielfaches schädlicher als CO2. Bei der Speicherung von Methan kann es zu Verlusten kommen, bei denen ein Teil des Gases in die Atmosphäre entweicht und dann den Treibhauseffekt voran treibt.
Im Gegensatz dazu ist Metha-Cycle eine Power-to-Methanol-Technologie. Diese setzt zur Speicherung kein Gas, sondern Methanol ein, eine klimafreundliche Flüssigkeit, die ähnlich gespeichert werden kann wie andere alkoholische Flüssigkeiten oder Benzin. Der Aufwand zur Speicherung von Methanol ist wesentlich geringer als zur Speicherung von Wasserstoff und immer noch deutlich geringer als zur Speicherung von Methan.

## Bedeutung für die Energiewende
Metha-Cycle gilt laut Bundesministerium für Wirtschaft und Energie als ein Hoffnungsträger in der Energiewende.
Hintergrund hierfür ist, dass für die Energiewende sowohl erneuerbare Energiequellen ausgebaut werden als auch Energiespeichermöglichkeiten geschaffen werden müssen. Erneuerbare Energiequellen werden überwiegend zur Stromerzeugung genutzt. Das Stromnetz wird im Zuge der Energiewende demnach noch wichtiger werden, als es bereits ist. Mit erneuerbaren Energiequellen wie Solarkraft oder Windenergie, kann allerdings nicht immer dann Strom erzeugt werden, wenn er benötigt wird, und nicht immer dann, wenn Strom benötigt wird, kann dieser mit erneuerbaren Energiequellen auch erzeugt werden. Eine direkte Speicherung von elektrischer Energie im Stromnetz ist nicht möglich. Wie wichtig das Gleichgewicht zwischen Stromerzeugung und Stromverbrauch ist, wird im Artikel Netzfrequenz erläutert.
An dieser Stelle können Projekte wie Metha-Cycle einen entscheidenden Fortschritt für die Energiewende bringen. Metha-Cycle ermöglicht eine weitgehend ungefährliche und umweltfreundliche Speicherung von Energie.
Weitere entscheidende Vorteile, die verdeutlichen, wieso gerade diese Technologie beim Bundesministerium Hoffnungen weckt, sind, dass kleinere Anlagen gebaut werden können als für die Speicherung von Energie mittels Gasen und dass Temperaturen unterhalb von 100° C für den katalytischen Umwandlungsprozess genügen, was den Betrieb einer solchen Anlage zusätzlich vereinfacht im Vergleich zu Power-to-Gas-Anlagen.

## Einsatzmöglichkeiten
„Als Container-Lösung könnte das System beispielsweise auf Bauernhöfen oder in kleineren Betrieben eingesetzt werden, die großflächig Photovoltaik- oder Windenergieanlagen auf ihrem Grundstück betreiben. Wird mehr Strom erzeugt als benötigt, lässt sich diese Energie in Form von Methanol in großen Tanks speichern und kann bei Bedarf wieder in Strom verwandelt werden. Das erhöht den Eigenverbrauch und senkt insgesamt die Stromkosten. Auch die Verteilnetze werden so entlastet.“
Größere Anlagen könnten als Langzeitspeicher dienen, mit denen auf Seiten der Netzbetreiber die Differenz zwischen erzeugter Energie und verbrauchter Energie über mehrere Wochen oder Monate hinweg ausgeglichen werden könnte.